# Nicey
Pour l’article homonyme, voir Nicey-sur-Aire.
Nicey est une commune française située dans le département de la Côte-d'Or en région Bourgogne-Franche-Comté.

## Géographie

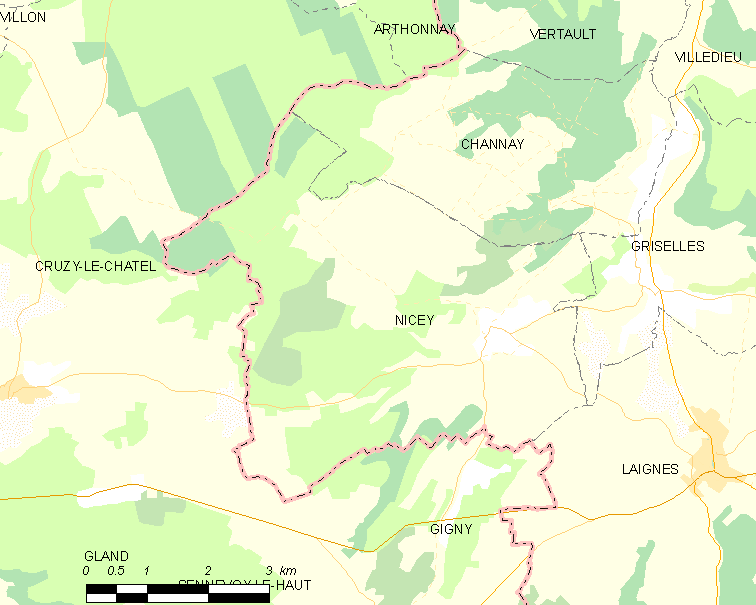

La superficie de la commune est de 23,9 km2 et son altitude varie entre 201 et 336 mètres.

### Hydrographie
La commune se situe largement dans un terroir tourbeux parcouru de nombreux rus.

### Climat
Pour des articles plus généraux, voir Climat de la Bourgogne-Franche-Comté et Climat de la Côte-d'Or.
En 2010, le climat de la commune est de type climat océanique dégradé des plaines du Centre et du Nord, selon une étude du Centre national de la recherche scientifique s'appuyant sur une série de données couvrant la période 1971-2000. En 2020, Météo-France publie une typologie des climats de la France métropolitaine dans laquelle la commune est exposée à un climat océanique altéré et est dans la région climatique  Lorraine, plateau de Langres, Morvan, caractérisée par un hiver rude (1,5 °C), des vents modérés et des brouillards fréquents en automne et hiver. 
Pour la période 1971-2000, la température annuelle moyenne est de 10,5 °C, avec une amplitude thermique annuelle de 15,8 °C. Le cumul annuel moyen de précipitations est de 822 mm, avec 12,4 jours de précipitations en janvier et 8,1 jours en juillet. Pour la période 1991-2020, la température moyenne annuelle observée sur la station météorologique de Météo-France la plus proche, « Cruzy_sapc », sur la commune de Cruzy-le-Châtel à 8 km à vol d'oiseau, est de 11,1 °C et le cumul annuel moyen de précipitations est de 845,8 mm,. Pour l'avenir, les paramètres climatiques de la commune estimés pour 2050 selon différents scénarios d'émission de gaz à effet de serre sont consultables sur un site dédié publié par Météo-France en novembre 2022.

## Urbanisme

### Typologie
Au 1er janvier 2024, Nicey est catégorisée commune rurale à habitat dispersé, selon la nouvelle grille communale de densité à 7 niveaux définie par l'Insee en 2022.
Elle est située hors unité urbaine. Par ailleurs la commune fait partie de l'aire d'attraction de Châtillon-sur-Seine, dont elle est une commune de la couronne,. Cette aire, qui regroupe 60 communes, est catégorisée dans les aires de moins de 50 000 habitants,.

### Occupation des sols
L'occupation des sols de la commune, telle qu'elle ressort de la base de données européenne d’occupation biophysique des sols Corine Land Cover (CLC), est marquée par l'importance des territoires agricoles (54 % en 2018), en augmentation par rapport à 1990 (52,8 %). La répartition détaillée en 2018 est la suivante : 
terres arables (50,9 %), forêts (46 %), prairies (1,9 %), zones agricoles hétérogènes (1,1 %). L'évolution de l’occupation des sols de la commune et de ses infrastructures peut être observée sur les différentes représentations cartographiques du territoire : la carte de Cassini (XVIIIe siècle), la carte d'état-major (1820-1866) et les cartes ou photos aériennes de l'IGN pour la période actuelle (1950 à aujourd'hui).

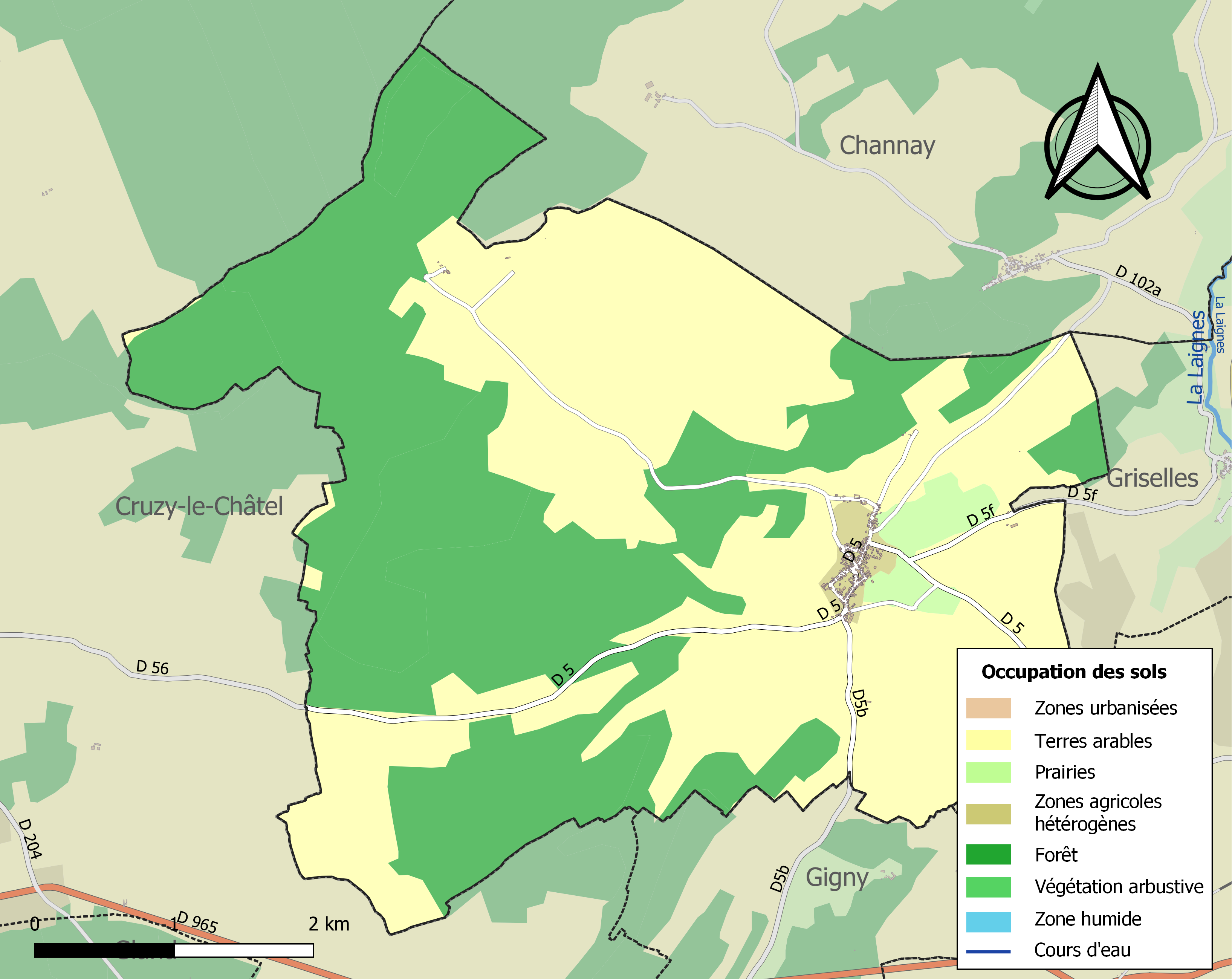
Carte des infrastructures et de l'occupation des sols de la commune en 2018 (CLC).

## Histoire

### Antiquité
Le site a fourni de très nombreux vestiges néolithiques ainsi qu'une épée gauloise avec son baudrier. Les prospections aériennes ont permis de dresser le plan d'une très grande villa gallo-romaine déjà prospectée au début du XXe siècle.

### Moyen Âge
Nicey dépend à la fois des seigneurs de Cruzy-le-Châtel vassaux du comté de Champagne et de l'abbaye de Molesme. Au XIIIe siècle, une maison forte aujourd'hui ruinée est du domaine de Marguerite de Bourgogne.

### Époque moderne
Aux XVIe et XVIIe siècles le village est souvent victime des pillages consécutifs aux guerres de religion et aux passages des Reîtres et des Écorcheurs. Le château est plusieurs fois ruiné et rebâti. Racheté par Louvois en 1688 il est détruit à la Révolution.

## Politique et administration
Nicey appartient :
- à l'arrondissement de Montbard,
- au canton de Châtillon-sur-Seine et
- à la communauté de communes du Pays Châtillonnais

| Période                                  | Période  | Identité             | Étiquette | Qualité |
| ---------------------------------------- | -------- | -------------------- | --------- | ------- |
| 1790                                     | 1790     | Jacques BERNARD      |           |         |
| 1790                                     | 1791     | Didier BOBIN         |           |         |
| 1791                                     | 1793     | Nicolas DEON         |           |         |
| 1793                                     | 1798     | Didier BERNARD       |           |         |
| 1798                                     | 1801     | Jean-Claude BOBIN    |           |         |
| 1801                                     | 1802     | Jacques HUGOT        |           |         |
| 1802                                     | 1804     | Pierre THIERRY       |           |         |
| 1804                                     | 1804     | François MILLON      |           |         |
| 1804                                     | 1813     | François BOBIN       |           |         |
| 1813                                     | 1815     | Jean-Claude BOBIN    |           |         |
| 1815                                     | 1816     | Jacques BERNARD      |           |         |
| 1816                                     | 1824     | Joseph MICHAULT      |           |         |
| 1824                                     | 1830     | Jean-Baptiste COLIN  |           |         |
| 1830                                     | 1845     | François BOBIN       |           |         |
| 1845                                     | 1847     | Mammès MALDAN        |           |         |
| 1847                                     | 1852     | Maurice BIRON        |           |         |
| 1852                                     | 1876     | Louis MICHAULT       |           |         |
| 1876                                     | 1878     | Michel LOISEAU       |           |         |
| 1878                                     | 1884     | Léon BERTILLON       |           |         |
| 1884                                     | 1891     | Louis PASSERAT       |           |         |
| 1891                                     | 1895     | Jean-Baptiste ROBERT |           |         |
| 1895                                     | 1899     | Eugène LOISEAU       |           |         |
| 1899                                     | 1900     | Auguste LOISEAU      |           |         |
| 1900                                     | 1900     | Auguste BRIGAND      |           |         |
| 1900                                     | 1901     | Auguste LOISEAU      |           |         |
| 1901                                     | 1901     | Hippolyte ALLIOT     |           |         |
| 1901                                     | 1903     | Auguste LOISEAU      |           |         |
| 1903                                     | 1919     | Charles SEURE        |           |         |
| 1919                                     | 1919     | Alexandre ANSON      |           |         |
| 1919                                     | 1925     | Désiré FRANCOIS      |           |         |
| 1925                                     | 1927     | Auguste BRIGAND      |           |         |
| 1927                                     | 1929     | Alfred VATTANT       |           |         |
| 1929                                     | 1945     | Auguste COUCHENET    |           |         |
| 1945                                     | 1965     | Henri GERARD         |           |         |
| 1965                                     | 1983     | Roger GERARD         |           |         |
| 1983                                     | 1989     | André OURY           |           |         |
| 1989                                     | 2001     | Edme GUINOT          |           |         |
| 2001                                     | 2008     | Noëlle MONTENOT      |           |         |
| 2008                                     | 2014     | Philippe HUGOT       |           |         |
| 2014                                     | 2020     | Philippe HUGOT       |           |         |
| 2020                                     | en cours | Philippe HUGOT       |           |         |
| Les données manquantes sont à compléter. |          |                      |           |         |

## Démographie
L'évolution du nombre d'habitants est connue à travers les recensements de la population effectués dans la commune depuis 1793. Pour les communes de moins de 10 000 habitants, une enquête de recensement portant sur toute la population est réalisée tous les cinq ans, les populations de référence des années intermédiaires étant quant à elles estimées par interpolation ou extrapolation. Pour la commune, le premier recensement exhaustif entrant dans le cadre du nouveau dispositif a été réalisé en 2004.

En 2022, la commune comptait 108 habitants, en évolution de −0,92 % par rapport à 2016 (Côte-d'Or : +0,82 %, France hors Mayotte : +2,11 %).
| 1793 | 1800 | 1806 | 1821 | 1831 | 1836 | 1841 | 1846 | 1851 |
| ---- | ---- | ---- | ---- | ---- | ---- | ---- | ---- | ---- |
| 650  | 833  | 765  | 720  | 678  | 672  | 660  | 627  | 615  |

| 1856 | 1861 | 1866 | 1872 | 1876 | 1881 | 1886 | 1891 | 1896 |
| ---- | ---- | ---- | ---- | ---- | ---- | ---- | ---- | ---- |
| 552  | 548  | 538  | 476  | 473  | 463  | 494  | 457  | 445  |

| 1901 | 1906 | 1911 | 1921 | 1926 | 1931 | 1936 | 1946 | 1954 |
| ---- | ---- | ---- | ---- | ---- | ---- | ---- | ---- | ---- |
| 461  | 406  | 476  | 374  | 382  | 371  | 306  | 344  | 293  |

| 1962 | 1968 | 1975 | 1982 | 1990 | 1999 | 2004 | 2006 | 2009 |
| ---- | ---- | ---- | ---- | ---- | ---- | ---- | ---- | ---- |
| 328  | 258  | 230  | 210  | 171  | 145  | 138  | 139  | 131  |

| 2014 | 2019 | 2022 | - | - | - | - | - | - |
| ---- | ---- | ---- | - | - | - | - | - | - |
| 112  | 111  | 108  | - | - | - | - | - | - |

## Culture locale et patrimoine

### Lieux et monuments
- l'église Saint-Pierre-Saint-Paul[17]  Classé MH (1914)[18].
- les vestiges du Château de Nicey dit de Louvois.
- Le chateau de Maulnes à quelques kilomètres sur le territoire de Cruzy-le-Châtel

### Personnalités liées à la commune
- Jean de Clairambault, né à Nicey. Interprète du Roy à Alger début 1697, chancelier à Alger le 5 juin 1698, consul à Alger le 24 février 1706, consul à Livourne en 1717, et ensuite consul en Morée en novembre 1719 où il meurt le 12 novembre 1745[19].
- Georges Petit, né à Nicey le 11 février 1872 et mort le 4 août 1904, député de la Côte d'Or. Il est inhumé à Nicey.
- Maurice Richebourg, coureur cycliste, est né à Nicey le 9 avril 1908. À partir de 1933 il roule en professionnel. Il se marie à Paris le 27 février 1936. Soldat au 607ème régiment de pionniers, il est mort le 19 décembre 1939 des suites de ses blessures lors d'un accident de gazage. Mort pour la France.

### Héraldique
| Blason de Nicey | Blason  | De gueules au chevron d'or, au chef cousu d'azur chargé de trois coquilles d'argent. |
| Blason de Nicey | Détails | Le statut officiel du blason reste à déterminer.                                     |